# Ectodysplasinový A receptor
Ectodysplasinový A receptor (EDAR) je protein u lidí kódovaný EDAR genem. EDAR je receptor povrchu buňky pro ectodysplasin,  který hraje důležitou roli v rozvoji ektodermální tkáně, jako je kůže. Strukturálně je příbuzný  TNF receptoru.

## Funkce
EDAR a další geny poskytují instrukce pro výrobu bílkovin, které pracují společně, během embryonálního vývoje. Tyto proteiny jsou součástí signální dráhy , která je důležitá pro interakci mezi dvěma vrstvami buněk, ektodermem a mesodermem. V časných stádiích embrya tyto vrstvy buněk tvoří základ pro mnoho tělesných orgánů a tkání. Ektoderm-mezoderm interakce jsou zásadní pro správnou tvorbu několika struktur, které vznikají z ektodermu, včetně kůže, vlasů, nehtů, zubů a potních žláz.

## Klinický význam
Mutace v tomto genu byly spojeny s ektodermální dysplazií, tj.  nižší hustotou potních žláz.

## Odvozená alela EDAR
Odvozená G-alela bodové mutace (SNP) s pleiotropními účinky v EDAR, 370A nebo rs3827760, nalézena u většiny moderních východní asiatů a domorodých Američané , ale není běžné u africké nebo evropské populace, tj. je odpovědná za řadu rozdílů mezi těmito populacemi, včetně silnějších vlasů, vícečetných potní žláz, menších prsou, a sinodontního chrupu (tzv. lopatní řezáky) charakteristické pro Asiaty.